# Inter-Governmental Philatelic Corporation
L'Inter-Governmental Philatelic Corporation, ou IGPC, est une agence philatélique fondée en 1957 par Manfred Lehmann, présente dans plus de 70 pays différents, s'occupant de la conception, la production et la commercialisation de timbres-poste. Elle assiste également les administrations postales dans la gestion de leurs services postaux. L'IGPC prétend produire près de la moitié des différents timbres-poste émis chaque année, mais a été critiquée pour certaines de ses émissions inappropriés.
L'IGPC est une entreprise privée et non une organisation internationale. Elle est gérée à des fins lucratives, et les pays qui utilisent ses services sont des clients et non des membres.